# Лема, Элиеши
Элиеши Лема (Elieshi Lema; род. 1949) — танзанийская писательница, издательница и общественная деятельница.

## Биография
Лема родилась и выросла в деревне Нронга района Моши региона Килиманджаро. Она изучала библиотечное дело и работала в национальной библиотеке. Она продолжила свое образование, изучая английскую литературу в Университете Дар-эс-Салама и писательство в Университете штата Калифорния в Сан-Франциско.
Лема начала писать стихи, а затем и детские книги на суахили. Её рассказ «Мвендо» посвящен культурным практикам, приносящим вред танзанийским девочкам. В 2001 году она написала свой первый роман на английском языке под названием «Пересохшая земля»  (Parched Earth). Этот роман был переведён на шведский и французский языки и получил почётную награду Noma Award. Ещё одна её книга для молодёжи на английском языке под названием «В чреве Дар-эс-Салама» (In the Belly of Dar es Salaam) вошла в шорт-лист премии Берта в области африканской литературы.
В качестве соредактора она также публиковала работы первого президента Танзании Джулиуса Ньерере под названием «Ньерере об образовании: Избранные эссе и речи» (Nyerere on Education: Selected Essays and Speeches).
Лема является совладельцем издательского дома E&D Vision Publishing, которому также принадлежит книжное кафе в Дар-эс-Саламе. E&D Vision Publishing в основном публикует детские книги, учебники и издания по истории Африки как на суахили, так и на английском языке. В 1998 году они опубликовали первый буклет для юных читателей по истории динозавров Тендагуру, который также стал рекомендован в кенийских школах.
Будучи автором подростковой литературы, а также издателем и педагогом, Лема сосредоточила свое внимание на книгах для детей и юношества как на основе издательской индустрии в её стране. Она также является директором-основателем Целевого фонда культуры Танзании. Кроме того, она входила в совет директоров Африканской сети издателей «Хаки Элиму», Программы гендерных сетей Танзании, Медиа-фонда Танзании и исполнительного совета Ассоциации издателей Танзании, а также Сети детской книги.

## Избранные работы
в качестве автора:
- Safari ya Prospa (Prospaʹs journey) 1995[8]
- Mwendo , 1998
- Parched Earth, 2001
- The Man from Tanga : A Reader on HIV, 2007
- In the Belly of Dar es Salaam, 2011[9]
- with graphic artist M Sagikwa: Ndoto Ya Upendo, 2017

в качестве редактора:
- The Future of African Indigenous Publishing: Report of the Dag Hammarskjold Foundation Seminar Held at Arusha, Tanzania , March 25th-28th 1996.
- with I.M Omari and Rakesh Rajani: Nyerere on Education: Selected Essays and Speeches. Dar es Salaam: Haki Elimu, 2006